# Шероховатые гекконы
Шероховатые гекконы (лат. Trachydactylus) — род пресмыкающихся из семейства гекконовых. Представители этого рода живут на Аравийском полуострове.

## Виды
Род включает 2 вида:
- Trachydactylus hajarensis (Arnold, 1980)
- Trachydactylus spatalurus (Anderson, 1901)

## Этимология
Научное название рода Trachydactylus происходит от сочетания древнегреческих слов τραχυς — грубый, жесткий и δακτυλος — палец.